# Le 13e Guerrier (bande originale)
The 13th Warrior - Original Motion Picture Soundtrack, du compositeur Jerry Goldsmith, est la bande originale distribué par Varèse Sarabande, du film d'aventure américain , Le 13eGuerrier, du réalisateur, John McTiernan sorti en 1999.

## Liste des titres
Toute la musique est composée par Jerry Goldsmith.
| 1.    | Old Bagdag               | 2:01  |
| 2.    | Exiled                   | 3:41  |
| 3.    | Semantics                | 2:38  |
| 4.    | The Great Hall           | 5:20  |
| 5.    | Eaters of the Dead       | 3:32  |
| 6.    | Viking Heads             | 1:29  |
| 7.    | The Sword Maker          | 2:06  |
| 8.    | The Horns of Hell        | 3:25  |
| 9.    | The Fire Dragon          | 4:53  |
| 10.   | Honey                    | 2:36  |
| 11.   | The Cave of Death        | 3:00  |
| 12.   | Swing Across             | 1:49  |
| 13.   | Mother Wendol's Cave     | 4:12  |
| 14.   | Underwater Escape        | 1:36  |
| 15.   | Vahalla / Viking Victory | 10:35 |
| 16.   | A Useful Servant         | 1:18  |
| 54:11 |                          |       |